# Danièle Delorme
Danièle Delorme (9 de octubre de 1926 – 17 de octubre de 2015·) fue una actriz y productora cinematográfica y teatral de nacionalidad francesa.

## Biografía
Su verdadero nombre era Gabrielle Danièle Marguerite Andrée Girard, y nació en Levallois-Perret, Francia, siendo su padre el pintor y cartelista André Girard. Delorme cursó estudios de piano con la intención de llegar a ser concertista, pero la Segunda Guerra Mundial los interrumpió. Durante la Ocupación, su madre fue deportada, y su padre huyó al Reino Unido. Delorme se refugió en Cannes, donde siguió los cursos de teatro de Jean Wall, debutando posteriormente con la compañía teatral de Claude Dauphin. Marc Allégret la contrató para trabajar en tres filmes consecutivos: Félicie Nanteuil y La Belle Aventure, rodados en 1942, y Les Petites du quai aux fleurs, rodado en 1944. Finalizada la guerra complementó su formación con Tania Balachova y René Simon. Su interpretación de Gigi en 1949 le dio fama y, gracias a dicha película, ella rodó numerosas películas en las cuales su actuación con papeles de frágil heroína dejó una positiva impresión. 
En los años 1950 y 1960 interpretó en el teatro a grandes autores como Henrik Ibsen, Jean Anouilh, Paul Claudel y Luigi Pirandello.
Tras un papel como mujer maquiavélica en Voici le temps des assassins, de Julien Duvivier, a principios de los años 1960 ella empezó a distanciarse de su trabajo de actriz para dedicarse en la producción. Aun así, en la siguiente década actuó en películas de Yves Robert, y en 1980 fue Colette en la producción televisiva La Naissance du jour, de Jacques Demy. En 1982 creó la colección para video Témoins, consistente en biografías de personalidades contemporáneas.
Casada con Daniel Gélin desde 1945 a 1955, la pareja tuvo dos hijos, uno de ellos el actor Xavier Gélin (1946-1999). En 1956 ella se casó con Yves Robert, permaneciendo unidos hasta la muerte del cineasta. Ambos formaron la productora La Guéville, que rodó, entre otras películas, La Guerre des boutons y Alexandre le bienheureux.
Danièle Delorme presidió la comisión de la ayuda financiera denominada avance sur recettes, en el Centre national de la cinématographie (CNC) en 1980 y 1981. También presidió el jurado de la Caméra d'or en el Festival de Cannes de 1988. Ese mismo año, formó parte de la comisión que propuso la creación del Conseil supérieur de l'audiovisuel (CSA) en sustitución de la Commission nationale de la communication et des libertés (CNCL).
En 1984 fue nombrada por el presidente de la República François Mitterrand miembro del Consejo Económico y Social de Francia, cargo que ocupó hasta el año 1994. En 1985 produjo un informe titulado « La création française dans les programmes audiovisuels » y, en 1991, « L'éveil artistique des jeunes en France et en Europe ».
Danièle Delorme falleció el 17 de octubre de 2015 en París, Francia, tras una larga enfermedad. Su funeral se celebró el 23 de octubre de 2015 en la Abadía de Saint-Germain-des-Prés, en París, en presencia de numerosas personalidades del cine, el teatro y la televisión. Fue enterrada en el Cementerio de Montparnasse. 

## Teatro
- 1946 : Bonne Chance Denis, de Michel Duran, escenografía de Raymond Rouleau, Théâtre de l'Œuvre
- 1947 : Virage dangereux, de J. B. Priestley, escenografía de Raymond Rouleau, Théâtre de Paris
- 1948 : Mademoiselle, escrita y puesta en escena por Jacques Deval, Théâtre Saint-Georges
- 1949 : Le Sourire de la Joconde, de Aldous Huxley, escenografía de Raymond Rouleau, Théâtre de l'Œuvre
- 1951 : Colombe, de Jean Anouilh, escenografía de André Barsacq, Théâtre de l'Atelier
- 1952 : Casa de muñecas, de Henrik Ibsen, escenografía de Jean Mercure, Comédie Caumartin
- 1954 : Colombe, de Jean Anouilh, escenografía de André Barsacq, Théâtre des Célestins y Théâtre de l'Atelier
- 1955 : Histoire de rire, de Armand Salacrou, escenografía de Jean Meyer, Théâtre Saint-Georges
- 1957 : Histoire de rire, de Armand Salacrou, escenografía de Jean Meyer, Théâtre des Célestins
- 1958 : La Bagatelle, de Marcel Achard, escenografía de Jean Meyer, Théâtre des Bouffes-Parisiens
- 1959 : La Bagatelle, de Marcel Achard, escenografía de Jean Meyer, Théâtre des Célestins
- 1960 : Histoire de rire, de Armand Salacrou, escenografía de Jean Meyer, Théâtre de la Madeleine
- 1960 : Comme tu me veux, de Luigi Pirandello, escenografía de Antoine Bourseiller, Teatro de los Campos Elíseos
- 1961 : L'Annonce faite à Marie, de Paul Claudel, escenografía de Pierre Franck, Théâtre de l'Œuvre
- 1962 : Le Temps des cerises, de Jean-Louis Roncoroni, escenografía de Yves Robert, Théâtre de l'Œuvre
- 1962 : Mon Faust, de Paul Valéry, escenografía de Pierre Franck, Théâtre de l'Œuvre
- 1964 : Santa Juana, de George Bernard Shaw, escenografía de Pierre Franck, Théâtre Montparnasse
- 1966 : Los justos, de Albert Camus, escenografía de Pierre Franck, Théâtre de l'Œuvre
- 1967 : Chaud et froid, de Fernand Crommelynck, escenografía de Pierre Franck, Théâtre de l'Œuvre
- 1967 : Crénom, de Eugène Ionesco, escenografía de Antoine Bourseiller
- 1971 : Mon Faust, de Paul Valéry, escenografía de Pierre Franck, Théâtre de la Michodière
- 1972 : Victor ou les Enfants au pouvoir, de Roger Vitrac, escenografía de Jean Bouchaud, Comédie de Caen
- 1974 : La Mandore, de Romain Weingarten, escenografía de Daniel Benoin, Théâtre Daniel Sorano Vincennes
- 1975 : La Visite y L'Abîme, de Victor Haïm, escenografía de Jean-François Adam, Théâtre de la Gaîté-Montparnasse
- 1975 : Kennedy's Children, de Robert Patrick, escenografía de Antoine Bourseiller, Théâtre Récamier
- 1976 : Kennedy's Children, de Robert Patrick, escenografía de Antoine Bourseiller, Teatro de Niza
- 1986 : Amadeo o cómo salir del paso, de Eugène Ionesco, escenografía de Étienne Bierry, Théâtre de Poche Montparnasse
- 1992 : Los padres terribles, de Jean Cocteau, escenografía de Raymond Acquaviva
- 1994 : Fête Foreign, de Jean-Marie Besset, escenografía de Geneviève Mnich, Théâtre de la Gaîté-Montparnasse

## Filmografía (selección)

### Actriz
- 1942 : La Belle Aventure, de Marc Allégret
- 1944 : Les Petites du quai aux fleurs, de Marc Allégret
- 1945 : Félicie Nanteuil, de Marc Allégret
- 1946 : Les J3, de Roger Richebé
- 1946 : Lunegarde, de Marc Allégret
- 1946 : Le Capitan, de Robert Vernay
- 1947 : Les jeux sont faits, de Jean Delannoy
- 1948 : Impasse des Deux-Anges, de Maurice Tourneur
- 1948 : Croisière pour l'inconnu, de Pierre Montazel
- 1949 : La Cage aux filles, de Maurice Cloche
- 1949 : Miquette et sa mère, de Henri-Georges Clouzot
- 1949 : Gigi, de Jacqueline Audry
- 1950 : Rendez-vous avec la chance, de Emil-Edwin Reinert
- 1950 : Minne, l'ingénue libertine, de Jacqueline Audry
- 1950 : Souvenirs perdus, de Christian-Jaque, episodio Une cravate de fourrure
- 1950 : Agnès de rien, de Pierre Billon
- 1951 : ...Sans laisser d'adresse, de Jean-Paul Le Chanois
- 1951 : Traité de bave et d'éternité, de Isidore Isou
- 1952 : Les Dents longues, de Daniel Gélin
- 1952 : La Jeune Folle, de Yves Allégret
- 1953 : Femmes de Paris, de Jean Boyer
- 1953 : Le Guérisseur, de Yves Ciampi
- 1953 : Si Versailles m'était conté, de Sacha Guitry
- 1954 : Tempi Nostri, de Alessandro Blasetti y Paul Paviot
- 1954 : Casa Ricordi, de Carmine Gallone
- 1954 : Huis clos, de Jacqueline Audry
- 1955 : Le Dossier noir, de André Cayatte
- 1956 : Mitsou de Jacqueline Audry
- 1956 : Voici le temps des assassins, de Julien Duvivier
- 1958 : Ô saisons, ô châteaux, de Agnès Varda
- 1958 : Prisons de femmes, de Maurice Cloche
- 1958 : Chaque jour a son secret, de Claude Boissol
- 1958 : Les Misérables, de Jean-Paul Le Chanois
- 1958 : Ni vu... Ni connu..., de Yves Robert
- 1961 : Le Septième Juré, de Georges Lautner
- 1962 : Cleo de 5 a 7, de Agnès Varda
- 1962 : Le Pèlerinage, de Jean L'Hôte
- 1966 : Marie Soleil, de Antoine Bourseiller
- 1967 : Le Roi du Luxembourg, de Daniel Leveugle
- 1970 : Hoa-Binh, de Raoul Coutard
- 1970 : Le Voyou, de Claude Lelouch
- 1971 : Des Christs par milliers
- 1972 : Absences répétées, de Guy Gilles
- 1973 : Belle, de André Delvaux
- 1974 : Touch Me Not, de Douglas Fithian
- 1976 : Un éléphant ça trompe énormément, de Yves Robert
- 1977 : Nous irons tous au paradis, de Yves Robert
- 1977 : La Barricade du point du jour, de René Richon
- 1982 : Qu'est-ce qui fait courir David ?, de Élie Chouraqui
- 1982 : La Côte d'amour, de Charlotte Dubreuil
- 1985 : Novembermond, de Alexandra von Grote
- 1990 : Bal perdu, de Daniel Benoin
- 1992 : Les Eaux dormantes, de Jacques Tréfouël
- 1995 : Sortez des rangs, de Jean-Denis Robert
- 2001 : La Vie sans secret de Walter Nions, de Hugo Gélin

#### Televisión
- 1954 : Maison de poupée, de Claude Loursais
- 1955 : Tu ne m'échapperas jamais, de Marcel Bluwal
- 1970 : À corps perdu, de Abder Isker
- 1973 : Le Cauchemar de l'aube, de Abder Isker
- 1979 : Une femme dans la ville, de Joannick Desclers
- 1980 : La Naissance du jour, de Jacques Demy
- 1988 : L'Affaire Saint-Romans, de Michel Wyn
- 1990 : L'Ami Giono : le déserteur, de Gérard Mordillat
- 1991 : La Grande Dune, de Bernard Stora
- 1992 : Vacances au purgatoire, de Marc Simenon
- 1994-1999 : Madame le Proviseur

### Productora
- 1961 : La Guerre des boutons, de Yves Robert
- 1963 : Bébert et l'Omnibus, de Yves Robert
- 1965 : Les Copains, de Yves Robert
- 1968 : Alexandre le bienheureux, de Yves Robert
- 1976 : Le Plein de super, de Alain Cavalier
- 1979 : La Femme qui pleure, de Jacques Doillon
- 1979 : La drôlesse, de Jacques Doillon
- 1979 : Martin et Léa, de Alain Cavalier
- 1981 : Un étrange voyage, de Alain Cavalier
- 1981 : La Fille prodigue, de Jacques Doillon
- 1982 : Qu'est-ce qui fait courir David ?, de Élie Chouraqui
- 1985 : Novembermond, de Alexandra Von Grote
- 1988 : Fréquence meurtre, de Élisabeth Rappeneau
- 1996 : Sortez des rangs, de Jean-Denis Robert
- 2002 : À l'abri des regards indiscrets, de Ruben Alves y Hugo Gélin
- 2007 : U.V., de Gilles Paquet-Brenner
- 2012 : Comme des frères, de Hugo Gélin

## Galardones
- Enero de 2009 : Comendadora de la Orden de las Artes y las Letras[4]